# 2e congresdistrict van Arizona
Het 2e congresdistrict van Arizona, vaak afgekort als AZ-2, is een kiesdistrict voor het Amerikaanse Huis van Afgevaardigden. Sinds 2013 omvat het 2e district het zuidoosten van de staat, meer bepaald Cochise County en een deel van Pima County.

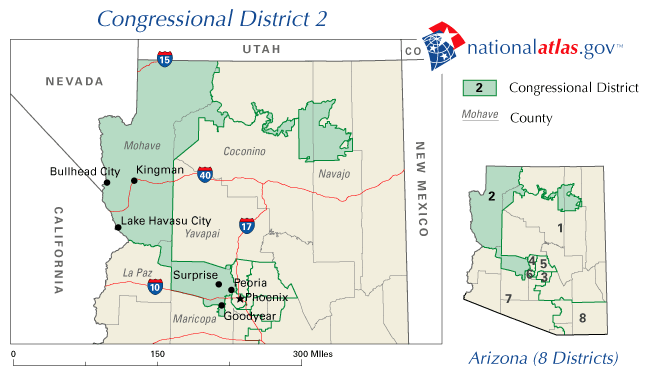
Het 2e congresdistrict van Arizona van 2003 tot 2013.

Van 2003 tot 2013 omvatte het 2e district het noordwesten van Arizona, alsook het Hopi-reservaat en delen van de agglomeratie rond Phoenix. De grillige vorm van het district verraadde dat het ontstaan was door gerrymandering. De reden was echter niet om een bepaalde politicus of partij te bevoordelen, maar wel om de Hopi- en Navajo-indianen, historische vijanden, gescheiden te houden. Doordat de voorsteden van Phoenix sterk Republikeins zijn, was het district gedurende die tien jaar wel steevast Republikeins, met Trent Franks als afgevaardigde.
Na de hertekening van de congresdistricten, volgend op de volkstelling van 2010, wisselde het 2e district in grote lijnen met het 8e district. Nu vertegenwoordigt Franks dat laatste district en is Democraat Ron Barber, de voormalige afgevaardigde namens het 8e district, verkozen in het 2e.